# ستورم و روجر وشركاه
شركة ستورم، روجر وشركاه ، المعروفة اختصارًا باسم روجر ، هي شركة أمريكية لتصنيع الأسلحة النارية ، مقرها ساوثبورت، كونيتيكت ، ولها منشآت إنتاج في نيوبورت، نيو هامبشاير ؛ ومايودان، كارولاينا الشمالية ؛ وبريسكوت، أريزونا . تأسست الشركة عام ١٩٤٩ على يد ألكسندر ماكورميك ستورم وويليام ب. روجر ، وهي مدرجة في البورصة منذ عام ١٩٦٩.
تنتج شركة روجر بنادق ذات طلقة واحدة، وبنادق نصف آلية ، ومسدسات نصف آلية ، ومسدسات دوارة أحادية ومزدوجة الحركة.  ووفقًا لإحصاءات مكتب الكحول والتبغ والأسلحة النارية والمتفجرات الأمريكي لعام 2022، تُعد شركة روجر أكبر شركة مصنعة للأسلحة النارية  في الولايات المتحدة، متجاوزة شركة سميث آند ويسون .

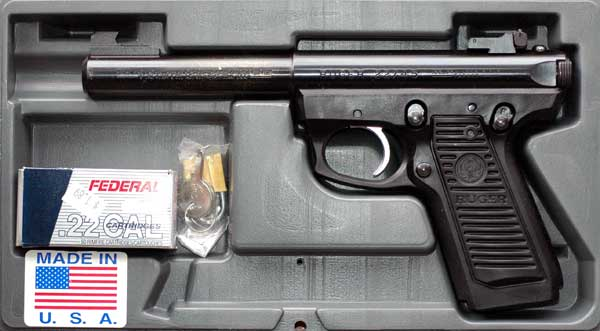
مسدس الهدف روجرز MK II 22/45.

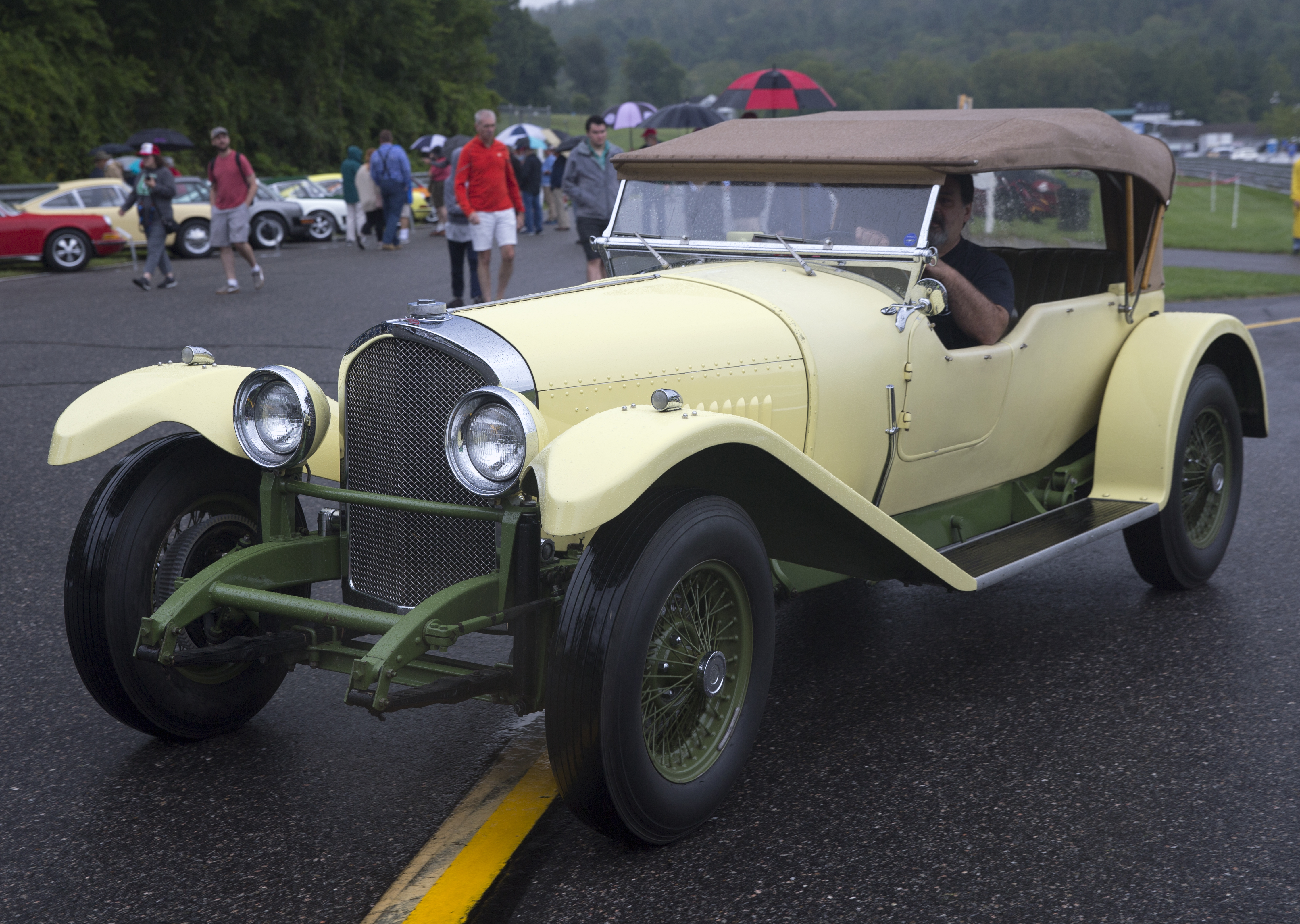
كانت سيارة روجر سبورتس تورر لعام ١٩٧٠ محاولةً قصيرةً من روجر لبناء سيارة كلاسيكية فاخرة. في النهاية، لم يُصنع منها سوى نموذجين أوليين.

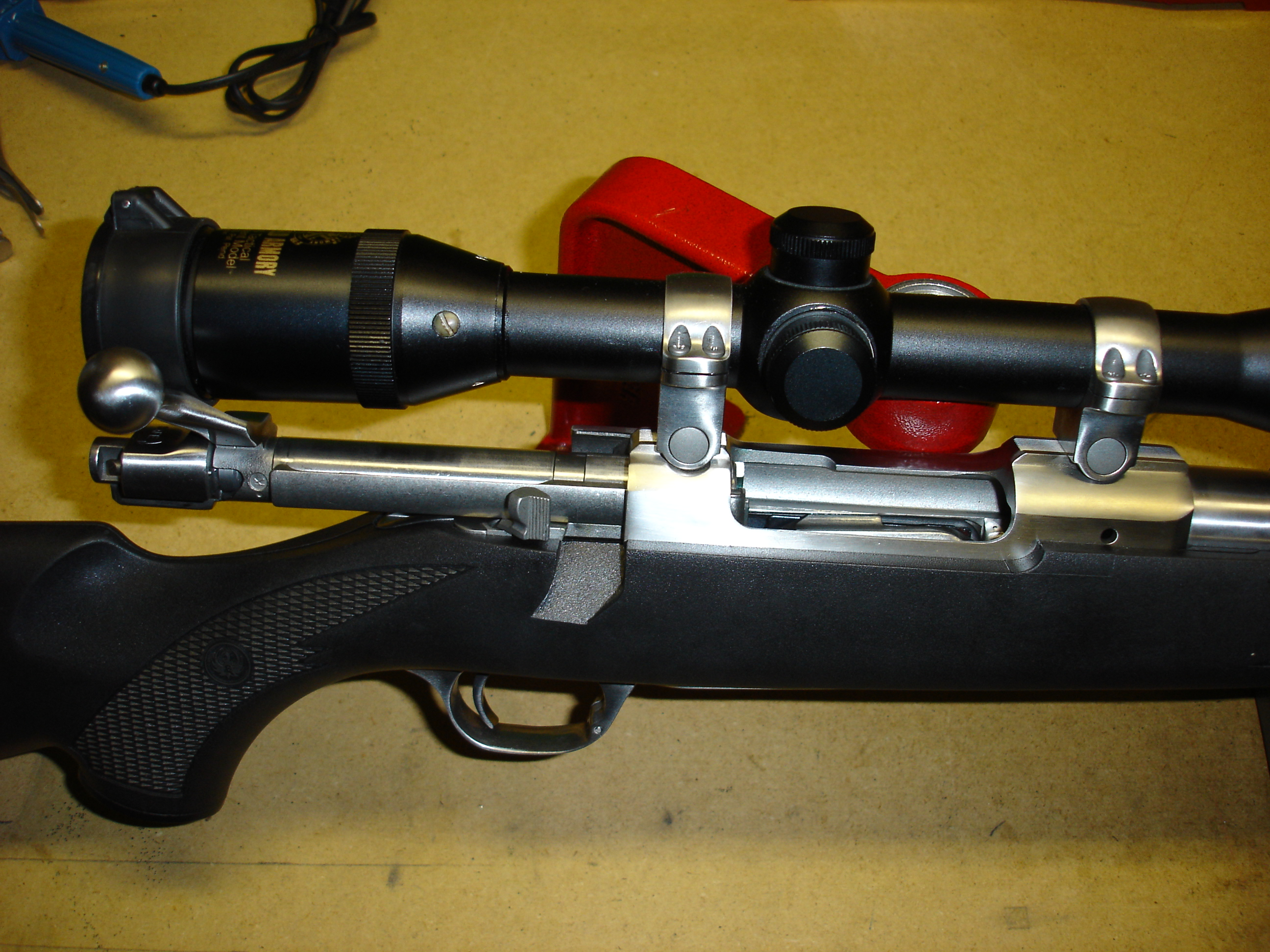
مسدس روجر أم77 مارك الثاني المصنوع من الفولاذ المقاوم للصدأ بعيار .204

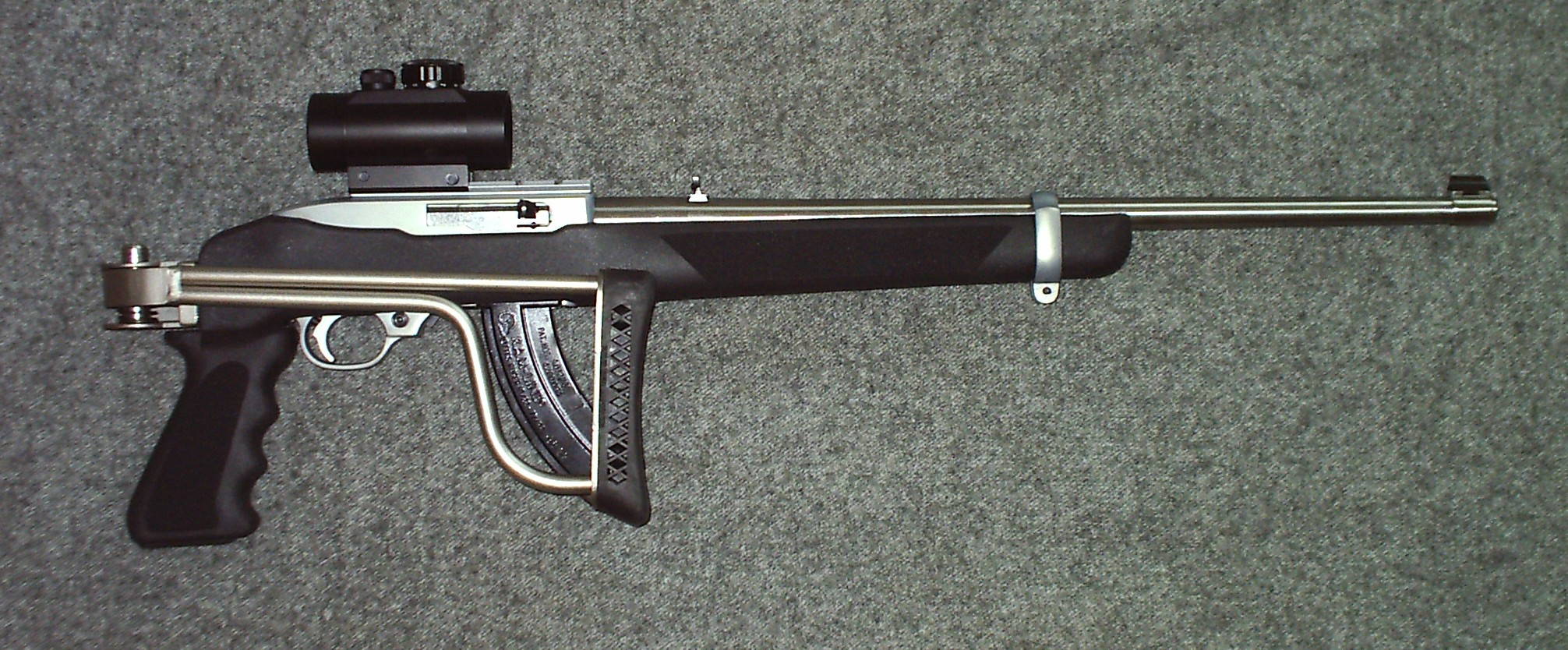
روجر ١٠/٢٢ "ستانلس ستيل" مزود بمسند قابل للطي من شركة بتلر كريك ومنظار ريد دوت تروجلو

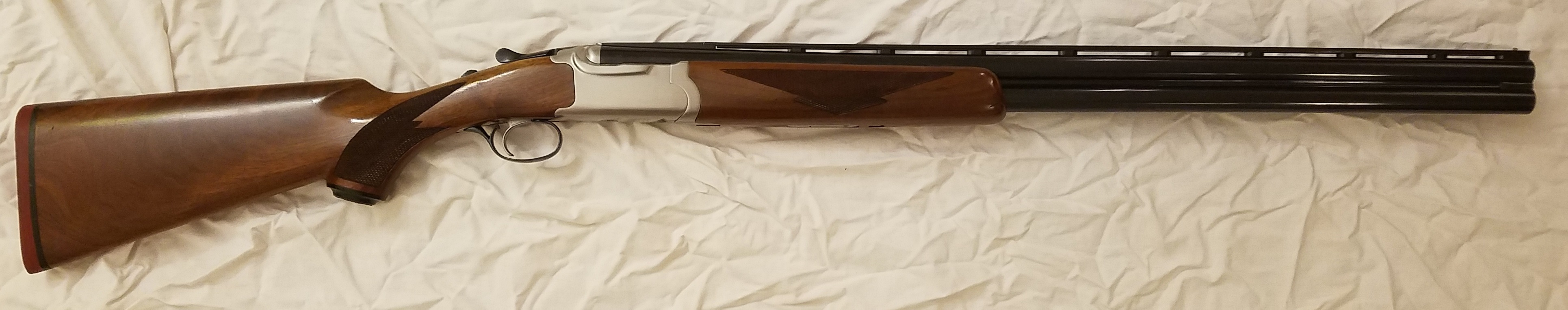
بندقية ريد ليبل

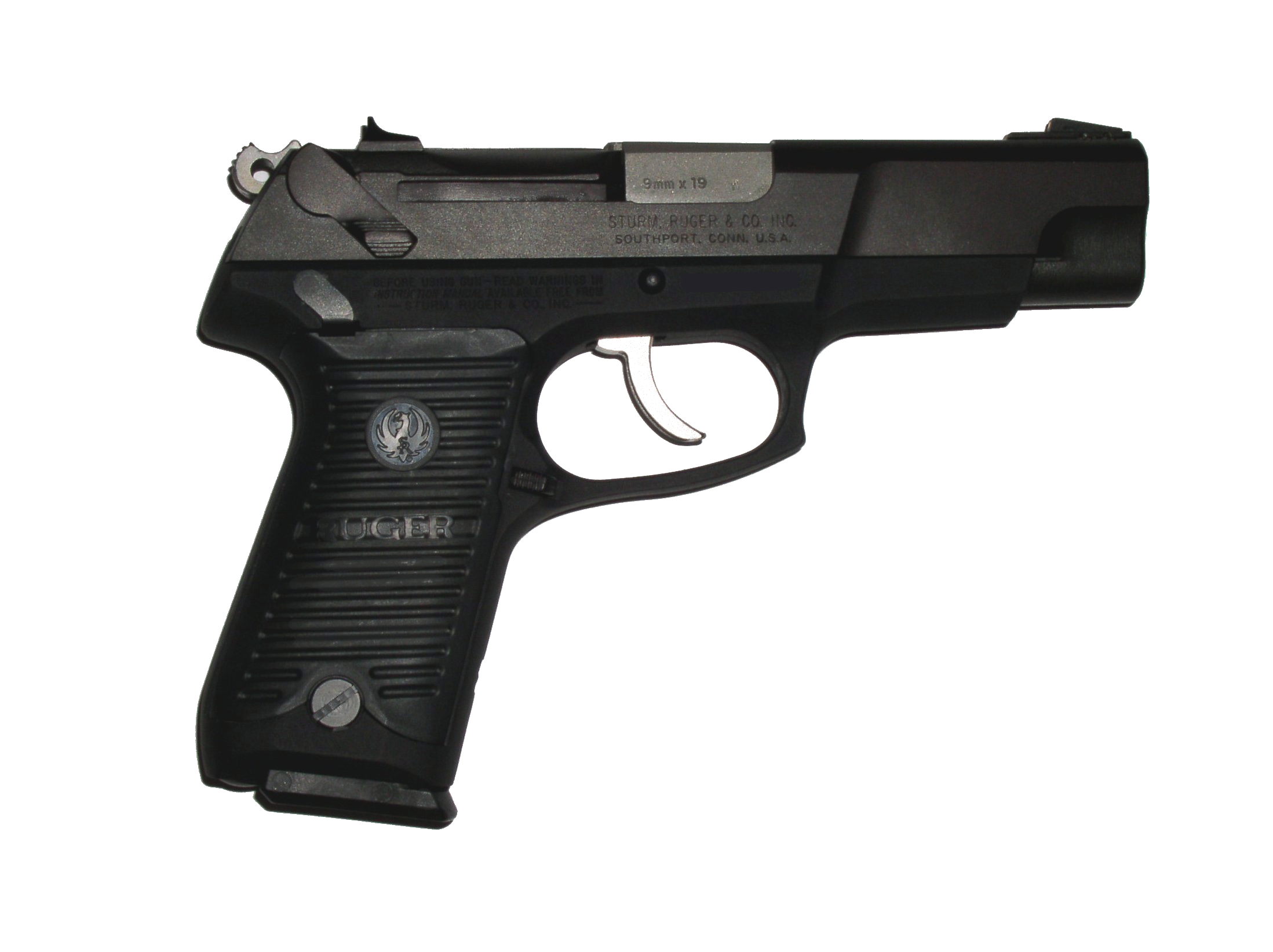
روجر P89

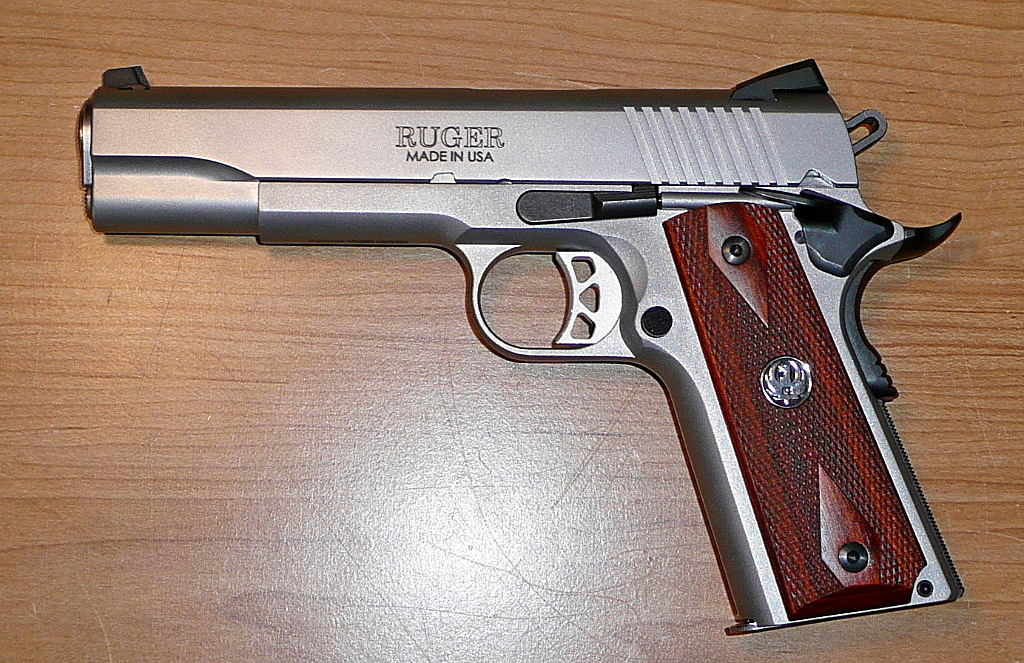
روجر SR1911 (.45 ACP)

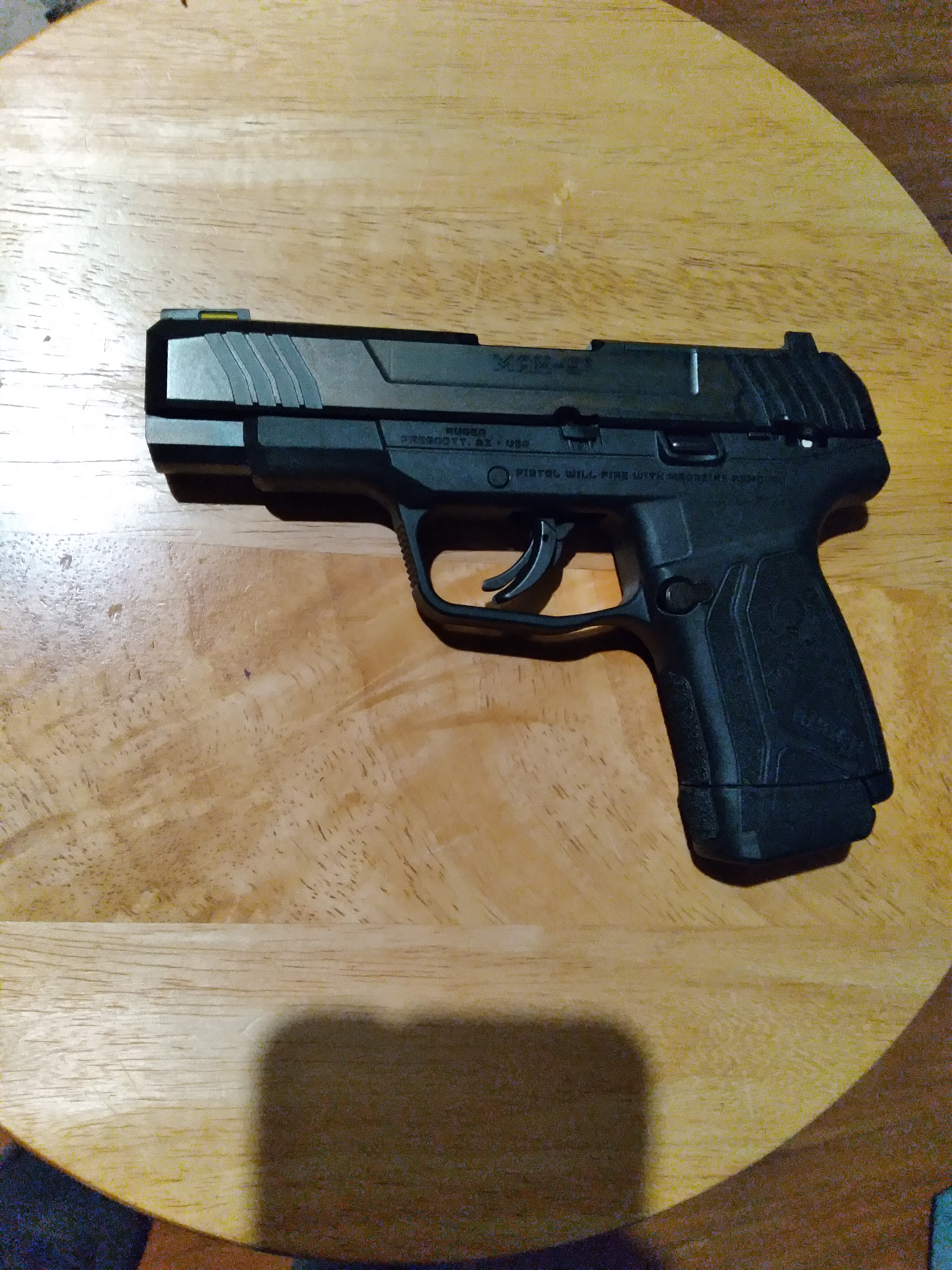
روجر ماكس-9 (9 مم لوجر)

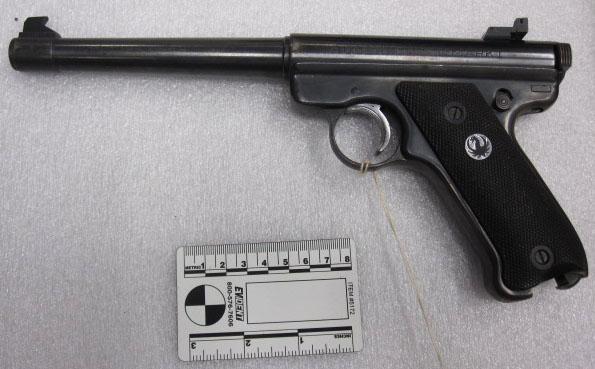
روجر أم كيه I

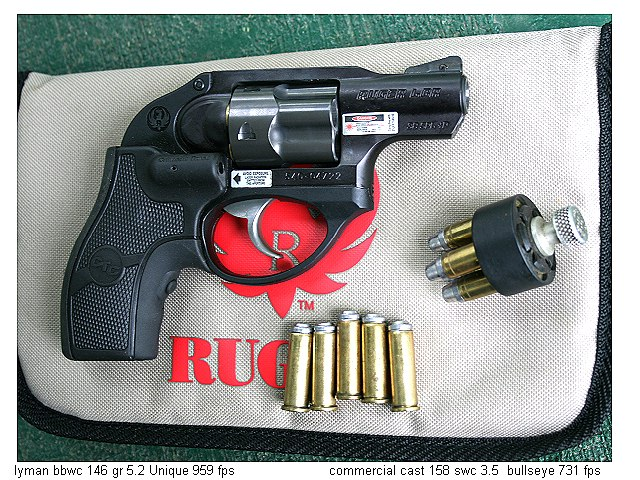
النسخة الأولى من روجر LCR .38 Special مع مقابض الليزر

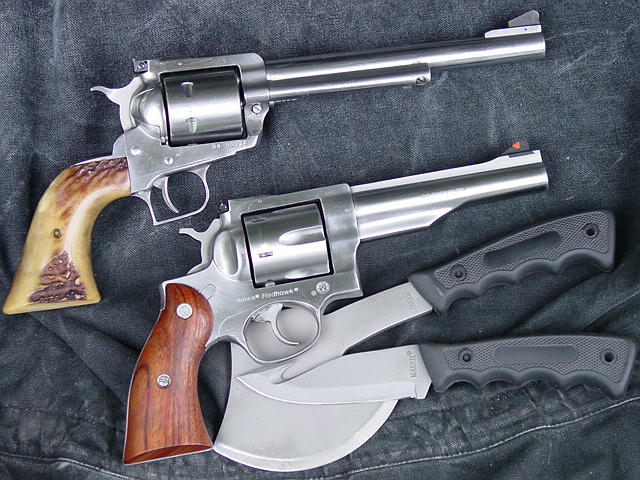
طراز جديد من الفولاذ المقاوم للصدأ سوبر بلاك هوك وريد هوك

- روجر ماكس-9 (9 مم لوجر)

## أنظر أيضاً
- قائمة مصنعي الأسلحة الحديثة

## فهرس
- Wilson، R. L. (1996). Ruger & His Guns: A History of the Man, the Company and Their Firearms. ISBN:0-7858-2103-1.

## روابط خارجية
- الموقع الرسمي